# Ivan Stewart
Ivan Stewart, detto Ironman (Oklahoma, 4 giugno 1945), è un ex pilota automobilistico statunitense.
Sponsor del videogioco Super Off Road, nel 2020 è stato inserito nella Motorsports Hall of Fame of America.